# Bombus grahami
Bombus grahami (saknar svenskt namn) är en insekt i överfamiljen bin (Apoidea) och släktet humlor (Bombus) som lever i centrala Kina.

## Utseende
Bombus grahami är en korttungad humla med bruna vingar. Skillnaden i färgteckning mellan honor och hanar är tydlig; honorna (drottning och arbetare) har huvudet mörkgrått till olivfärgat; mellankroppen har samma färg centralt, men sidorna är ljusgrå, en färg som går igen i den första tergiten och den främre delen av den andra. Den bakre delen av den andra tergiten och hela den tredje är svarta, medan resten av bakkroppen är orangegul. Drottningen är betydligt större än någon av de övriga kasterna, med längd omkring 22 mm. Arbetarna är mellan 12 och 14 mm.
Hanarna har huvud, mellankropp och de två främsta tergiterna gulgrå till olivfärgade, den tredje tergiten svart, och resten av bakkroppen orangeröd. Ögonen är något större än honornas. Längden är omkring 13 mm.

## Vanor
Arten är en ovanlig humla i bergen på höjder mellan 850 och 3 000 m. Den samlar pollen och nektar från växter som balsaminer, bönor och spiror. Flygtiden varar från maj till slutet av september.

## Utbredning
Bombus grahami finns i centrala Kina (provinserna Henan, Hubei, Hunan, Sichuan, Yunnan) samt Tibet. Den har även påträffats i Indien.